# Komisarz bezpieczeństwa państwowego III rangi
Komisarz bezpieczeństwa państwowego III rangi (ros. комиссар государственной безопасности 3 ранга) – nazwa specjalnego stopnia wyższego korpusu dowódczego w organach bezpieczeństwa państwowego Związku Socjalistycznych Republik Radzieckich – Ludowym Komisariacie Spraw Wewnętrznych ZSRR (NKWD ZSRR) w latach 1935–1945. 
Odpowiadał wojskowemu stopniowi komkor i jemu równym; bezpośrednio niższym stopniem był starszy major bezpieczeństwa państwowego (w latach 1935–1943), komisarz bezpieczeństwa państwowego (w latach 1943–1945); bezpośrednio wyższym komisarz bezpieczeństwa państwowego II rangi. 
Stopień wprowadzono postanowieniem Centralnego Komitetu Wykonawczego ZSRR i Rady Komisarzy Ludowych ZSRR z 7 października 1935, zniesiono rozporządzeniem Prezydium Rady Najwyższej ZSRR z 6 lipca 1945.

## Galeria – oznaki stopnia
1936-1945.
| 1936 | 1936 | 1937–1943 | 1937–1943 | 1943 | 1943–1945 |
| ---- | ---- | --------- | --------- | ---- | --------- |
|      |      |           |           |      |           |